# الجلیل ۶۹۷

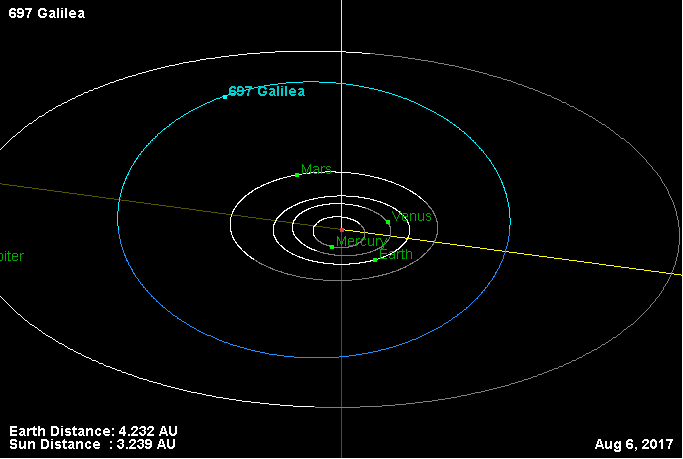
نمایی از محل قرارگیری سیارک الجلیل ۶۹۷ در مدار – ۲۰۱۷

سیارک ۶۹۷ (به انگلیسی: 697 Galilea، نامگذاری:1910JO) ششصد و نود و هفتمین سیارک کشف شده‌است که در ۱۴ فوریه ۱۹۱۰ و در هایدلبرگ کشف شد.
قدر مطلق سیارک برابر ۹٫۶۳ است.